# Кромпир пире
Кромпир пире је јело направљено гњечењем куваног кромпира, обично са додатком млека, путера, соли и бибера. Обично се служи као прилог месу или поврћу. 
Доступни су дехидрирани инстант пире и замрзнути пире. Дехидриране кромпирове пахуљице додају се у кључалу воду, уз додатак млека, маслаца и зачина.
Пире кромпир је састојак и других јела, попут кнедли и њока.

## Састојци
Већина аутора препоручује употребу „брашнастог“ кромпира, иако се „воштани“ кромпир понекад користи за другачију текстуру.
Обично се додаје маслац, млеко или павлака, со и бибер. Могу се користити и многи други додаци, укључујући зачинско биље (нарочито першун и влашац), зачини (нарочито мушкатни орашчић), бели лук, сир, сланина, шунка, млади лук, карамелизовани лук и сенф.

Једна француска варијација додаје жуманце за pommes duchesse (војвоткињ кромпир). Pomme purée (пире од кромпира) користи знатно више путера од уобичајеног кромпир пиреа - до један део маслаца на свака два дела кромпира.  У нискокалоричним или не-млечним варијантама млеко, кајмак и путер могу се заменити супом или чорбом. Aloo Bharta, варијанта индијског потконтинента, користи сецкани лук, слачицу (уље, пасту или семе), чили бибер, лишће коријандера и друге зачине.
- Индустријско кување пире кромпира у котлу са парном облогом
- Кобасице и пире кромпир, са сосом од купуса и лука, познато као „шунке и каша“.
- Пире кромпир са маслацем и влашцем

## Историја
Рани рецепт се налази у књизи Хане Гласе, The Art of Cookery, 1747. године. Њеним рецептом кромпир је гњечен у шерпи са млеком, сољу и маслацем.

## Употреба у кулинарству
Пире од кромпира може се послужити као прилог, а често се служи са кобасицама на Британским острвима. Пире кромпир може да буде састојак разних других јела, укључујући и пастирску и сељачку питу, шкотски Clapshot, пироге, кнедле, кромпир палачинке, кромпир крокете и њоке. Посебно текући пире кромпир назива се mousseline кромпир.
У Великој Британији се хладан пире кромпир може мешати са свежим јајима, а затим пржити док не постане свеж да би се добио колач од кромпира. Сматра се да ово јело потиче из Корнвола и популарно је јело за доручак. Када се уместо тога комбинује са месом и осталим остацима поврћа, пржено јело је познато као Bubble and squeak.
Пире кромпир може се јести са сосом, обично месним, иако је биљни сос све чешћи како вегетаријански и вегански трендови бележе раст популарности.
Гњечилице за кромпир могу се користити за каширање кромпира. Дају једноличну кашу без грудвица.
У Индији пире кромпир направљен са зачинима, пржен или не, зову Chaukha, а користи се у самосама у Индији, а посебно у Бихару.

## Како се прави савршен кромпир пире?
Постоји безброј савета и куварских трикова за припрему "савршеног" пиреа од кромпира. Кувар Хестон Блументал сматра да је температура кувања кромпира од изузетне важности, и препоручује прво кување од 35 минута на температури између 68 и 73 °C, па затим уобичајено кување још око 15 минута.
За савршен пире препоручује се обично старији кромпир, кува се без љуске, изгњечен гњечилицом, уз додатак млека и путера,али и зачини ловоров лист, мускатни орашчић, бибер, тимијан, рузмарин и жалфија.
Као најчешће грешке при припреми пиреа наводе се: погрешна врста кромпира, кување у љусци, мућење миксером, недовољно млека, незачињен пире.
Аустралијски кувар Нико Роб препоручује да се млеко прокува са љускама кромпира, а затим процеђено, дода у пире.
Вегански кромпир пире спрема се са маслиновим уљем или веганским путером, уз додатак незаслађеног биљног млека (соја, бадем, зоб...).